# Begraafplaats van Tourcoing
De Begraafplaats van Tourcoing is een gemeentelijke begraafplaats in de Franse stad Tourcoing. De begraafplaats ligt in het noorden van de gemeente, in de wijk Pont de Neuville, en is zo'n 21 ha groot.

## Geschiedenis
De begraafplaats werd geopend in 1900 ter vervanging van de oude begraafplaats nabij het centrum van de stad. Om hygiënische reden werd het nieuwe terrein in gebruik genomen buiten het stadscentrum, waar bovendien nog veel plaats was voor uitbreiding. Op de plaats van de oude begraafplaats nabij het stadscentrum kwam het Parc Clémenceau. De nieuwe begraafplaats werd sindsdien nog meermaals uitgebreid en aangepast. In de Eerste Wereldoorlog was de stad in Duitse handen en werd de begraafplaats door de bezetter gebruikt. 
Op de begraafplaats rusten verschillende belangrijke personen uit de geschiedenis van de stad, zoals de voormalige burgemeesters Charles Roussel en Gustave Dron, en verschillende rijke families uit het industriële textielverleden. Op de begraafplaats en de graven staan meerdere beelden van belangrijke regionale en nationale kunstenaars, zoals Maxime Real del Sarte.

## Oorlogsgraven

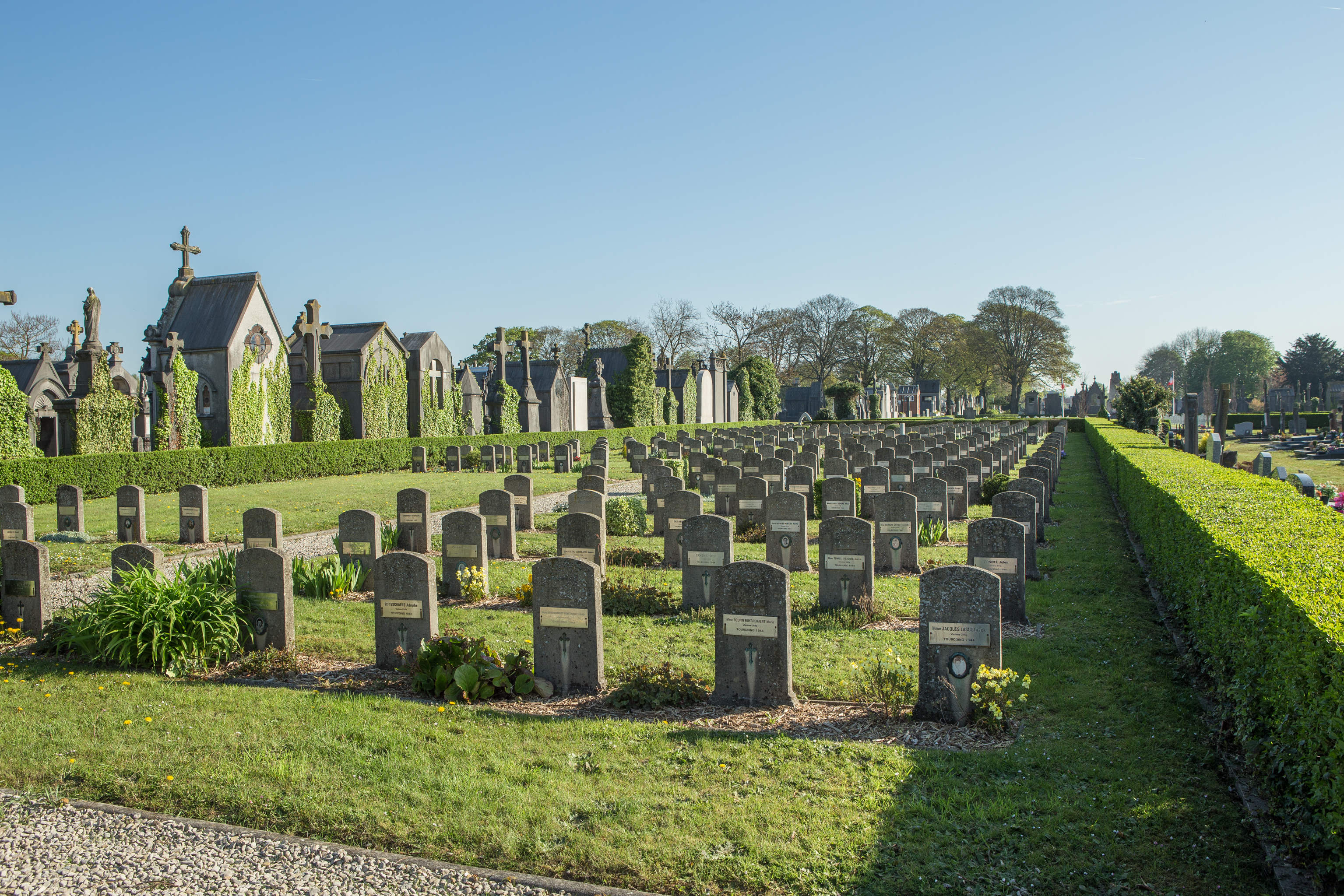
Franse graven uit de Tweede Wereldoorlog

Op de begraafplaats bevinden zich bijna 1.000 oorlogsgraven met gesneuvelden uit de Eerste en Tweede Wereldoorlog. De meesten sneuvelden in de Eerste Wereldoorlog, waaronder meer dan 500 Fransen, meer dan 170 Britten, 4 Chinezen, 21 Belgen, 1 Duitser en 8 Russen. Ook uit de Tweede Wereldoorlog liggen hier 248 Franse gesneuvelden begraven.
Aan het uiteinde van het Frans militair perk staat een herdenkingsmonument voor alle oorlogsslachtoffers. Op het perk met Belgische slachtoffers staat een Belgisch herdenkingsmonument waarop de namen van 50 gesneuvelden staan gegraveerd.

## Britse oorlogsgraven
Op de begraafplaats bevindt zich een perk met Britse militaire graven uit de Eerste Wereldoorlog. Dit perk werd ontworpen door George Goldsmith en heeft een rechthoekig grondplan met een oppervlakte van 755 m². Aan het oostelijke uiteinde staat het Cross of Sacrifice en aan het andere uiteinde staat op een verhoogd platform de Stone of Remembrance. Er liggen 182 doden begraven waaronder 3 niet-geïdentificeerde.
Het perk wordt onderhouden door de Commonwealth War Graves Commission en staat er geregistreerd onder Tourcoing (Pont-Neuville) Communal Cemetery.

### Geschiedenis
De begraafplaats werd tijdens de oorlog gebruikt door de Duitse bezetter. Na de wapenstilstand werden het 10th Stationary Hospital en de 8th en 10th Casualty Clearing Stations in Tourcoing gevestigd. De manschappen die er stierven werden hier in een perk in het midden van de begraafplaats begraven. De 68 Britse graven van krijgsgevangenen werden hier ook aan toegevoegd. 
Onder de geïdentificeerde doden zijn er 173 Britten, 3 Chinezen (tewerkgesteld bij het Chinese Labour Corps), 1 Nieuw-Zeelander, 1 Zuid-Afrikaan en 1 Duitser.

### Onderscheiden militairen
- John Clark MacLean, kapitein bij het Otago Regiment, N.Z.E.F. werd tweemaal onderscheiden met het Military Cross (MC and Bar).
- Frederick Norman Birch, sergeant bij de Royal Engineers werd onderscheiden met de Meritorious Service Medal (MSM).
- de korporaals Peter Aitken en F. Price en de geleider A.E. Husband werden onderscheiden met de Military Medal (MM).